# Hugo Wenzel
Hugo Hermann Wenzel (* 23. August 1891 in Bojanowo; † 24. Januar 1940 im KZ Sachsenhausen) war ein deutscher Politiker (KPD). Er war Abgeordneter des Landtages des Freistaates Mecklenburg-Schwerin.

## Leben
Hugo Hermann Wenzel kam als Sohn des katholischen Dampfmühlenarbeiters Reinhold Wenzel und dessen Ehefrau Bertha Wenzel geborene Schwarz zur Welt. Wenzel erlernte den Beruf eines Schmiedes und ging im Anschluss auf Wanderschaft. 1908 trat Wenzel der SPD bei. Im Oktober 1913 wurde er zum Militär einberufen. Im Ersten Weltkrieg diente er als Kanonier. Anfang 1918 desertierte Wenzel und war während der Novemberrevolution Mitglied des Arbeiter- und Soldatenrates sowie der Arbeiterwehr in Diedenhofen. Bereits während des Krieges war Wenzel Mitglied Spartakusgruppe geworden und 1917 zur USPD übergetreten.
Anfang 1919 zog Wenzel nach Mecklenburg und trat in Wismar der KPD bei. Er zählte rasch zu den führenden Funktionären der KPD in Mecklenburg. Ab März 1919 war er Parteisekretär. Im März 1921 wurde er in den Landtag von Mecklenburg-Schwerin gewählt. 1924 wurde er Orgleiter des KPD-Bezirks Mecklenburg. Im Februar 1924 wurde er erneut in den Landtag gewählt und Vorsitzender der neun Abgeordnete umfassenden, kommunistischen Landtagsfraktion. Bei den Landtagswahlen im Juni 1926 verzeichnete die KPD deutliche Stimmenverluste. Neben Wenzel wurden nur noch zwei weitere kommunistische Abgeordnete – Alfred Buhler und Hans Warnke – in den Landtag gewählt. Durch Stimmenthaltung ermöglichten sie eine SPD-geführte Koalitionsregierung unter Paul Schröder und wurden deshalb vom ZK der KPD einer „opportunistischen Entgleisung“ bezichtigt.
Nach der Landtagsauflösung im Frühjahr 1927 verlor Wenzel seine Immunität, ihm drohte eine lange Haftstrafe. Er wurde als Bezirkssekretär abgelöst und ging in die Sowjetunion. Nach einem zweimonatigen Sanatoriumsaufenthalt besuchte er die Internationale Lenin-Schule in Moskau. Im Oktober 1928 kehrte er nach Deutschland zurück und wohnte in Fichtenau. Er wurde Chefredakteur des „Volksechos“, eines Kopfblattes der „Roten Fahne“ für die Provinz Brandenburg. Er wurde 1929 in den Niederbarnimer Kreistag gewählt, jedoch wurde ihm sein Mandat auf ministerlichen Erlass verwehrt. Im März 1930 verurteilte ihn das Reichsgericht Leipzig zu einem Jahr und drei Monaten Festungshaft. Nach seiner Entlassung aus der Festung Gollnow im Sommer 1931 war Wenzel wieder als Redakteur tätig.
Nach der „Machtergreifung“ der Nationalsozialisten zog er im Februar 1933 nach Berlin, um dort unterzutauchen. Wenzel soll aber seine Wohnung Mitarbeitern des AM-Apparates der KPD unter Wilhelm Bahnik, mit dem er verwandt war, zur Verfügung gestellt haben. Im Juli 1933 wurde Wenzel verhaftet und war im Strafgefängnis Plötzensee, im KZ Brandenburg (Havel) sowie Untersuchungsgefängnis Alt-Moabit inhaftiert. Im Mai 1934 wurde er wegen „Mangels an Beweisen“ überraschend entlassen. Wenzel arbeitete anschließend bei den Berliner Siemens-Schuckert-Werken. Bei Ausbruch des Zweiten Weltkrieges wurde Wenzel erneut verhaftet und in das KZ Sachsenhausen verschleppt. Erneut wurde gegen ihn wegen seiner Verbindungen zum AM-Apparat der KPD ermittelt. Wenzel, der an einer schweren Lungentuberkulose litt, verstarb am 24. Januar 1940 im KZ.